# インゲマル・ヨハンソン
インゲマル・ヨハンソン（Ingemar Johansson, 1932年9月22日 - 2009年1月30日） はプロボクサー。元世界ヘビー級王者。スウェーデンのヨーテボリ出身。愛称は「インゴ」。その強打は北欧神話の雷神にちなみ「トールのハンマー（The Hammer of Thor）」と呼ばれた。

## 来歴
- 1952年6月、ヘルシンキオリンピックで銀メダル獲得。
- 1952年12月5日、4回KO勝ちでプロデビュー。
- 1956年9月30日、13回KO勝ちでEBU欧州ヘビー級王座獲得。
- 1959年6月26日、フロイド・パターソンに3回TKO勝ちし、世界ヘビー級王座を獲得。
- 1960年6月20日、フロイド・パターソンに5回KOで敗れ、王座を失う。
- 1961年3月13日、フロイド・パターソンのもつ世界ヘビー級王座に挑戦するが、6回KOで敗れる。
- 1962年6月17日、EBU欧州ヘビー級王座を8回KOで再度獲得。
- 1963年、引退。
- 2009年1月30日、クングスバッカ市にて死去[3]。76歳没[2]。

## 戦績
- アマチュアボクシング：71戦60勝11敗
- プロボクシング：28戦26勝（17KO）2敗